# Dodavatel poslední instance
Dodavatel poslední instance (DPI) je dodavatel elektřiny nebo plynu, který převezme dodávku energie v případě úpadku dosavadního dodavatele. Dodávku zahajuje okamžitě, domácnostem, firmám nebo obcím tak nehrozí přerušení přívodu elektřiny nebo plynu.
Od dodavatele poslední instance pak lidé mohou energie odebírat nejdéle 3 měsíce. Během této doby si mohou vybrat nového řádného dodavatele. Pokud tak neučiní, uzavře s nimi dodavatel poslední instance automaticky řádnou smlouvu na dobu neurčitou.
Dodavatel poslední instance se klientům sám ozve, nemusejí nikam volat ani chodit na pobočky. Který z dodavatelů to bude, závisí na distribučním území, kde se dané odběrné místo nachází. Přechodem k DPI přestává platit smlouva s původním dodavatelem, a to i pokud byla uzavřena na dobu určitou.
Dodavatel poslední instance oznámí klientům ceny za dodávku, výši záloh ap. Cena, za kterou DPI bude energie dodávat, není regulovaná, řídí se však pevnými pravidly. DPI do ní podle Energetického regulačního úřadu může promítnout vyšší náklady spojené s přebíráním zákazníků na krátkou dobu i rostoucí ceny elektřiny a plynu. Větší zdražení tak mohou pocítit zákazníci, kteří u původního dodavatele měli smlouvy s výhodnější cenou.

## Dodavatelé poslední instance v ČR
Na českém trhu jsou tři dodavatelé poslední instance pro elektřinu a tři dodavatelé pro plyn. Každý z nich plní tuto povinnost na stanoveném distribučním území.

### Elektřina
- ČEZ Prodej, a.s.
- E.ON Energie, a.s.
- Pražská energetika, a.s.[4]

### Plyn
- E.ON Energie, a.s.
- Innogy
- Pražská plynárenská, a. s.[5]

## Zákonná úprava
Institut dodavatele poslední instance upravuje zákon číslo 458/2000 Sb., energetický zákon, a vyhlášky pro trh s elektřinou a plynem.